# William Cunningham (teologo)
William Cunningham (Hamilton, 2 ottobre 1805 – Edimburgo, 14 dicembre 1861) è stato un teologo scozzese.
Insieme a Thomas Chalmers, fu uno dei fondatori della Free Church of Scotland (Chiesa libera di Scozia) nel 1843. In quello stesso anno fu nominato professore di teologia nel collegio della nuova Chiesa di Edimburgo, di cui divenne rettore alla morte di Thomas Chalmers.